# Eleição municipal de Tatuí em 2008
A eleição municipal de Tatuí em 2008 foi o 15.º pleito eleitoral realizado na história do município. Ocorreu oficialmente em 7 de outubro e foi disputada em turno único, dado que Tatuí por não ter 200 000 eleitores registrados e aptos ao voto, não atende ao critério eleitoral definido pelo inciso II do artigo nº 29 da Constituição Federal para a realização de um 2.º turno caso nenhum dos candidatos à prefeito alcance maioria absoluta dos votos. Neste caso, o(a) vencedor(a) é escolhido por maioria simples.
Segundo dados do Tribunal Superior Eleitoral, 73 069 eleitores compunham o eleitorado tatuiano apto a votar para eleger 1 prefeito, 1 vice–prefeito e 11 vereadores para a Câmara Municipal em 2008.

## Candidaturas oficiais
| Nº | Nome          | Partido | Vice                     | Coligação | Situação   |
| -- | ------------- | ------- | ------------------------ | --- | ---------- |
| 40 | Véio Quevedo  | PSB     | Cassiano Mendes (PT)     | Vontade do Povo PSB / PT / PP / PRTB / PRP                                                                                             | Não eleito |
| 45 | Gonzaga       | PSDB    | Luiz Antônio Voss (PSDB) | Competência, Trabalho e Honestidade PSDB / PRB / PDT / PTB / PMDB / PSL / PSC / PR / PPS / DEM / PSDC / PHS / PMN / PV / PCdoB / PTdoB | Eleito     |
| 50 | Carlos Galvão | PSOL    | Professora Miriam (PSOL) | Renova Tatuí PSOL / PTN | Não eleito |

## Resultados eleitorais

### Poder Executivo
O então prefeito em exercício Gonzaga (PSDB) logrou reeleger-se com ampla margem de votos, conquistando 37 010 votos, o equivalente a 67,59% dos votos válidos. Seu 2.º mandato consecutivo à frente da Prefeitura de Tatuí teve início em 1 de janeiro de 2009 e foi concluído em 31 de dezembro de 2012.
| Candidatos a prefeito(a)   | Candidatos a prefeito(a) | Candidatos a vice-prefeito(a) | Votação | Votação     |
| Candidatos a prefeito(a)   | Candidatos a prefeito(a) | Candidatos a vice-prefeito(a) | Total   | Porcentagem |
| -------------------------- | ------------------------ | ----------------------------- | ------- | ----------- |
|                            | Gonzaga (PSDB)           | Luiz Antônio Voss (PSDB)      | 37 010  | 67,59%      |
|                            | Véio Quevedo (PSB)       | Cassiano Mendes (PT)          | 16 525  | 30,18%      |
|                            | Carlos Galvão (PSOL)     | Professora Miriam (PSOL)      | 1 222   | 2,23%       |
| Total de votos válidos     | Total de votos válidos   | Total de votos válidos        | 54 757  | 54 757      |
| Votos apurados             |                          |                               |         |             |
| Votos válidos              | Votos válidos            | Votos válidos                 | 54 757  | 89,22%      |
| Votos em branco            | Votos em branco          | Votos em branco               | 2 452   | 4,00%       |
| Votos nulos                | Votos nulos              | Votos nulos                   | 4 160   | 6,78%       |
| Total de votos apurados    | Total de votos apurados  | Total de votos apurados       | 61 369  | 61 369      |
| Participação do eleitorado |                          |                               |         |             |
| Comparecimentos            | Comparecimentos          | Comparecimentos               | 61 369  | 83,99%      |
| Abstenções                 | Abstenções               | Abstenções                    | 11 700  | 16,01%      |
| Total de eleitores aptos   | Total de eleitores aptos | Total de eleitores aptos      | 73 069  | 73 069      |
| Fonte: Fundação SEADE      |                          |                               |         |             |

### Poder Legislativo
No sistema proporcional, pelo qual são eleitos os vereadores, o voto dado a um(a) candidato(a) é primeiro considerado para a coligação da qual o partido político em que ele(a) é filiado(a) faz parte. O total de votos da coligação é o que define quantas cadeiras o partido terá. Definidas as cadeiras, os candidatos(as) mais votados(as) do partido são chamados a ocupá-las. Abaixo encontram-se os candidatos a vereador eleitos, reeleitos e os que ficaram como suplentes para a 15.ª legislatura, iniciada em 1 de janeiro de 2009 e concluída em 31 de dezembro de 2012.
| N.º   | Candidato(a)             | Coligação            | Votos obtidos | Porcentagem | Situação    |
| ----- | ------------------------ | -------------------- | ------------- | ----------- | ----------- |
| 45045 | Tarcísio da São Jorge    | PSDB / PMDB / PCdoB  | 3 038         | 5,41%       | Eleito(a)   |
| 12345 | Manu Coelho              | PDT / PTB / PPS / PV | 2 836         | 5,05%       | Reeleito(a) |
| 25123 | Doutor Fábio Menezes     | DEM / PRB / PSDC     | 2 259         | 4,02%       | Reeleito(a) |
| 14123 | Doutor Xavier            | PDT / PTB / PPS / PV | 1 513         | 2,69%       | Eleito(a)   |
| 25444 | Oséias Rosa              | DEM / PRB / PSDC     | 1 432         | 2,55%       | Reeleito(a) |
| 22222 | Zétakão                  | PR / PSC             | 1 400         | 2,49%       | Eleito(a)   |
| 27123 | Doutor Jorge Sidnei      | DEM / PSDC / PRB     | 1 169         | 2,08%       | Suplente    |
| 23123 | Ronaldo do Sindicato     | PDT / PTB / PPS / PV | 1 169         | 2,08%       | Suplente    |
| 22345 | Job                      | PR / PSC             | 1 160         | 2,07%       | Eleito(a)   |
| 22355 | Márcio do Santa Rita     | PR / PSC             | 1 149         | 2,05%       | Suplente    |
| 45000 | Doutor Saporito          | PSDB / PMDB / PCdoB  | 1 136         | 2,02%       | Eleito(a)   |
| 13123 | Vicentão                 | PT / PP / PRTB       | 1 115         | 1,98%       | Eleito(a)   |
| 65222 | Doutor Paulo Borges      | PSDB / PCdoB / PMDB  | 960           | 1,71%       | Eleito(a)   |
| 12000 | Doutor Guido             | PDT / PTB / PPS / PV | 952           | 1,69%       | Suplente    |
| 11100 | Doutor Avallone          | PT / PP / PRTB       | 915           | 1,63%       | Suplente    |
| 27777 | Bossolan                 | DEM / PSDC / PRB     | 889           | 1,58%       | Suplente    |
| 45645 | Quincas                  | PSDB / PMDB / PCdoB  | 792           | 1,41%       | Suplente    |
| 10123 | Eduardinho Amigo do Povo | DEM / PSDC / PRB     | 770           | 1,37%       | Suplente    |
| 45678 | Pastor Luís Vaz          | PSDB / PMDB / PCdoB  | 753           | 1,34%       | Suplente    |
| 45123 | Ademir Cleto             | PSDB / PMDB / PCdoB  | 708           | 1,26%       | Suplente    |
| 14222 | Rogério Milagre          | PDT / PTB / PPS / PV | 695           | 1,24%       | Suplente    |
| 14000 | Doutor Tarcízio          | PDT / PTB / PPS / PV | 662           | 1,18%       | Suplente    |
| 40333 | Tio                      | PSB / PRP            | 644           | 1,15%       | Eleito(a)   |